# 中澤工
中澤 工（なかざわ たくみ、1976年11月19日 - ）は、新潟県出身のゲームクリエイター。トゥーキョーゲームス所属。テキスト系AVGを主に手掛ける。その仕事の幅はディレクション、 プランニング、プロデュース、脚本の執筆など多岐にわたる。

## 略歴
1997年、KIDに入社。
2004年に発表した『Remember11 -the age of infinity-』を最後にKIDを退社し、レジスタに移籍。
2018年、打越鋼太郎らの誘いを受け、トゥーキョーゲームスに移籍した。

## 作品

### ゲーム
- infinityシリーズ
  - Never7 -the end of infinity-（2000年）：ディレクター・シナリオ
  - Ever17 -the out of infinity-（2002年）：ディレクター・シナリオ
  - Remember11 -the age of infinity-（2004年）：企画原案・ディレクター・シナリオ
- Close to 〜祈りの丘〜（2001年）：ディレクター・シナリオ
- Memories Off 2nd（2001年）：シナリオ
- I/O（2006年）：企画原案・監督・シナリオ
- Myself ; Yourself（2007年）：企画・プロデュース
- シークレットゲームシリーズ
  - シークレットゲーム -KILLER QUEEN-（2008年）：ディレクター
  - リベリオンズ Secret Game 2nd Stage（2013年）：プロデュース・ディレクター
- ルートダブル -Before Crime * After Days-（2012年）：原案・監督・プロデュース
- パンチライン（2016年）：ディレクター
- ワールズエンドクラブ[1]（2020年）：ディレクター
- AI: ソムニウム ファイル ニルヴァーナ イニシアチブ（2022年）：一部シナリオ[2]
- 終天教団（2025年）：ディレクター[3]・ストーリー[4]

### 連載小説
- 繭裏〜小説「玉繭」舞台裏〜（電撃G'sマガジン）
- Myself ; Yourself（電撃G'sマガジン）

### アニメ
- パンチライン（2015年）：企画ブレスト[5]